# Wood Norton Hall
Wood Norton Hall est un manoir victorien classé au grade II* situé au nord-ouest d'Evesham, dans le Worcestershire, en Angleterre. Ce fut la dernière maison en Angleterre du prince Philippe, duc d'Orléans, qui revendiqua le trône de France. Utilisé par la British Broadcasting Corporation pendant la Seconde Guerre mondiale comme une station d'écoute des émissions de radio ennemies et un centre de diffusion d'urgence, il devient le lieu d'hébergement du collège de formation en ingénierie de la BBC qui est installé sur ses terres. La BBC conserve des installations spécialement conçues sur le terrain pour la formation technique après avoir vendu le manoir qui est devenu un hôtel.

## Historique

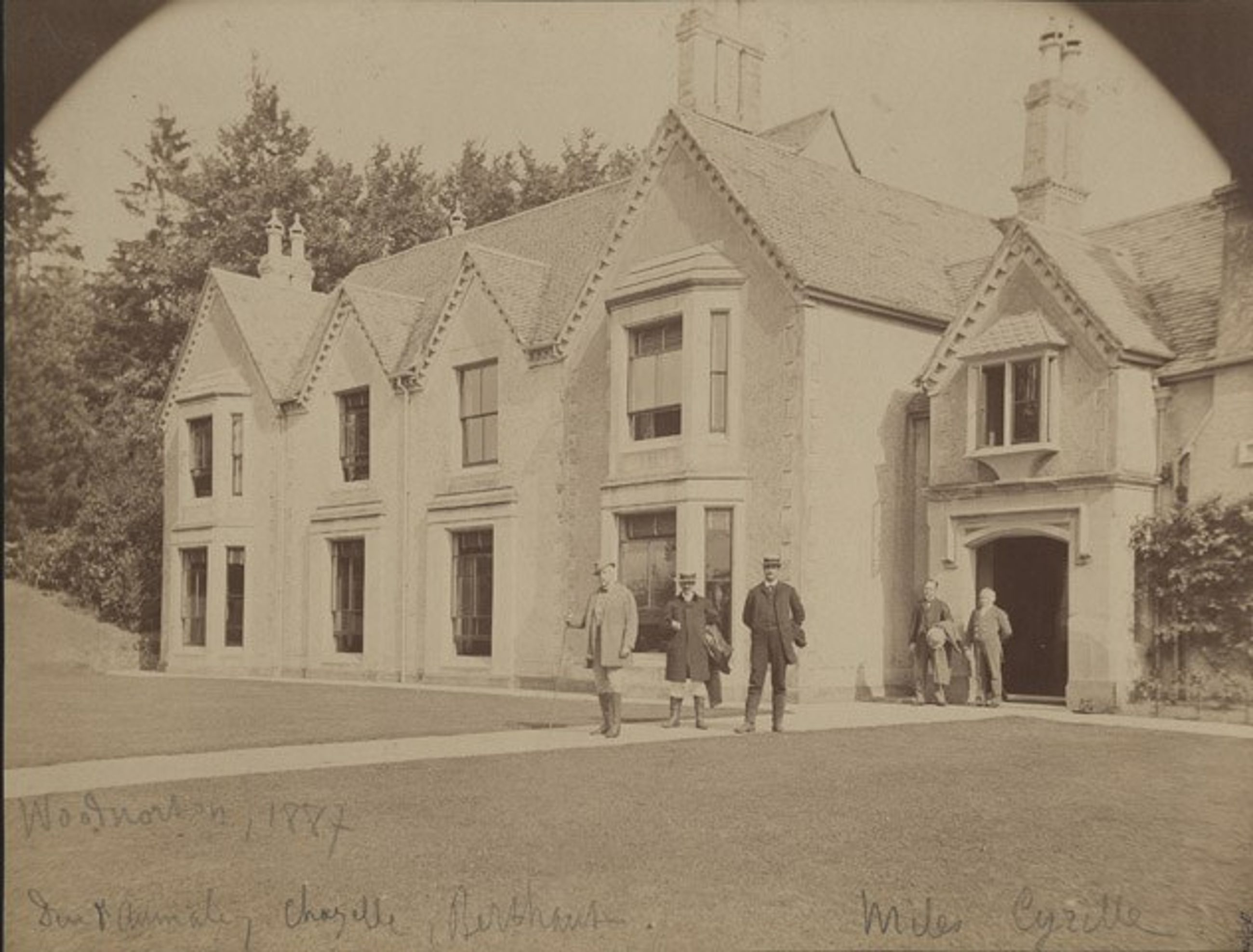
Le duc d'Aumale à Wood Norton en 1887, photographie conservée au musée Condé.

La propriété est acquise en 1872 par Henri d'Orléans (1822-1897), duc d'Aumale, comme relais de chasse. Il réside en réalité à de nombreuses reprises  depuis 1857 au sein du bâtiment principal, Wood Norton Hall, qui lui est probablement prêté. La propriété comprend 4000 acres de terres agricoles et de fermes. En son absence, ses neveux y résident régulièrement. A la mort du duc en 1897, Wood Norton est léguée à l'un d'entre eux, prince Philippe, duc d'Orléans, dernier prétendant au trône de France. Les grandes portes à l'entrée de la maison se trouvaient autrefois devant la York House à Twickenham, l'ancienne maison du duc.
Sa position - cachée au milieu d'hectares de forêts reculées sur une colline exposée au sud - en faisait un lieu idéal pour un usage officiel en cas de guerre. Au début de 1939, la BBC acheta le site afin de pouvoir délocaliser ses activités hors de Londres et d'autres centres urbains en cas de conflit. Un certain nombre de bâtiments temporaires ont été rapidement construits autour du manoir afin de fournir un centre de diffusion d’urgence.
Une douzaine de studios sont construits et, en 1940, Wood Norton est l’un des plus grands centres de radiodiffusion en Europe avec une production moyenne de 1 300 programmes par semaine.
De nombreux réfugiés venus de toute l'Europe déchirée par la guerre sont recrutés puis installés à Evesham et dans les environs; ils deviennent des radiodiffuseurs spécialisés pour les groupes de résistance et d'opérations spéciales en Europe, envoyant leurs messages secrets cryptés dans ce qui semblait être des émissions de divertissement normales.
C'est la maison du service de monitoring de la BBC d'août 1939 jusqu'au début de 1943, lorsque Monitoring passa à Caversham Park et à Crowsley Park, près de Reading. La décision est prise de libérer de l’espace à Wood Norton afin qu’il devienne le principal centre de radiodiffusion de la BBC, si Londres devait être évacuée en raison de la menace des armes V allemandes.
Un incendie pendant la guerre détruit les étages supérieurs du manoir en 1942. Le toit est réparé et réinstallé par le département d'architecture et de génie civil de la BBC en 1991-1992.
Après la guerre, Wood Norton devient le siège du département de formation technique de la BBC. Pendant la guerre froide, il est désigné comme centre de diffusion en cas d'attaque nucléaire.
En mars 2013, la BBC quitte le centre de télévision (TVC) de l'Ouest de Londres, nécessitant une délocalisation stratégique des activités. La station terrienne par satellite (SES) est construite à Wood Norton pour relocaliser une infrastructure partagée précédemment hébergée dans TVC.

## Bunker nucléaire
En 1966 et à la fin des années 1960, l’aile Bredon est construite pour compléter le centre de formation. Elle contient un bunker nucléaire de 53 mètres. Un mât est construit au sommet de la colline derrière le manoir et équipé d'une antenne SHF (liaison hyperfréquence) reliée à la station d'émission radio de Daventry (mentionné dans les documents du Cabinet de 1975 publiés le 30 décembre 2005).
Deux antennes Yagi VHF sont installées pour recevoir les signaux des émetteurs de Holme Moss et de Llandrindod Wells. Plus tard, une autre liaison SHF est installée dans les studios Pebble Mill à Birmingham afin de fournir une réception TV fiable pour les installations de formation technique, le signal de télévision terrestre local étant médiocre.
Le bunker (connu sous le nom de PAWN - Protected Area Wood Norton) et son mât, ainsi que de nombreuses autres installations, sont qualifiés d'installations « déportées » au sein de la BBC. Peu de membres du personnel connaissaient leur étendue et ceux qui l'étaient devaient être examinés par le ministère de la Défense et signer la loi sur les secrets officiels. Cependant, dans les années 1970, lorsque Wood Norton occupait un espace de studio d'entraînement limité, le bunker fut ouvert et rendu disponible pour une utilisation en formation générale. Le personnel sur place a été déçu de découvrir qu'il ne faisait que deux étages de profondeur.
Les « installations déportées » ont été modifiées à plusieurs reprises au fil des ans. Dans les années 1970, ils ont été étendus et mis à jour pour pouvoir fournir le "Wartime Broadcasting Service".

## BBC Academy
Le domaine abrite le département de formation en ingénierie de la BBC depuis la guerre, qui fait maintenant partie du College of Technology, un élément de la BBC Academy. Le personnel chargé de la formation organise des cours sur site, se déplace pour dispenser des cours sur d'autres sites du Royaume-Uni et conçoit des cours interactifs à utiliser sur le réseau interne de la BBC.
En raison de sa commodité en tant qu’installation de la BBC, Wood Norton a été utilisé pour le tournage du feuilleton série Doctor Who en 1970, Spearhead from Space. Le tournage comprenait des prises de vue à l'intérieur du bunker nucléaire secret (les scènes du bureau du brigadier Lethbridge-Stewart et du laboratoire du médecin), et toutes les personnes impliquées dans le tournage dans ces zones étaient tenues de respecter la loi sur les secrets officiels et de ne divulguer aucune information sur l'existence du bunker. Il a ensuite été utilisé pour tous les tournages du robot de série Doctor Who de 1974.
Sous la direction de Greg Dyke et de Mike Southgate, directeur des ressources, la BBC a vendu le logement résidentiel utilisé par les stagiaires, construit par la société vingt ans auparavant.
Le Wood Norton Hall était un hôtel et un centre de conférence privés, mais a fermé ses portes en 2005 et a rouvert sous une nouvelle direction l’année suivante. L'hôtel a finalement cessé ses activités en 2010, a été vendu à un investisseur londonien en 2011, a fait l'objet d'une rénovation de 4 M £ et a rouvert ses portes en novembre 2012 en tant que membre du groupe Bespoke Hotels, mais n'est maintenant plus affilié à ce groupe.
La BBC conserve son centre de formation technique et opérationnel sur les vastes terrains.